# Rhamnidium ellipticum
Rhamnidium ellipticum là một loài thực vật có hoa trong họ Táo. Loài này được Nathaniel Lord Britton và Percy Wilson miêu tả khoa học đầu tiên năm 1915 theo mẫu Shafer 4005.

## Phân bố
Loài này được tìm thấy tại Cuba. Môi trường sống là sườn đồi núi đá dọc theo đường mòn, từ sông Yamaniguey tới trại Toa, tỉnh Oriente (nay thuộc tỉnh Holguín).

## Mô tả
Cây gỗ nhẵn nhụi, cao tới 8 m; lá hình elip từ hẹp tới rộng, đôi khi hơi hình trứng ngược, 3,5-6,5 × 1,3–3 cm, tù hoặc thuôn tròn và thường khía răng cưa tại đỉnh, thuôn tròn hoặc tù tại đáy, dạng da, nguyên, mặt trên bóng láng, mặt dưới nhạt, gân giữa và các gân con chính nổi rõ; mép cuốn ngoài; cuống lá dài 5–6 mm, có rãnh; cuống cụm hoa dài 1,5–3 cm, ít hoa; cuống hoa dài 5 mm; các thùy đài hình tam giác-hình trứng; quả hình trứng ngược, dài 1 cm, rộng 6 mm, nhẵn nhụi.